# 佐野憲彦
佐野 憲彦（さの のりひこ、1986年8月5日 - ）は、埼玉県出身の俳優。舞夢プロ所属。身長167cm。体重69kg。血液型B型。
趣味は音楽鑑賞、写真撮影、ピアノ。特技は軟式テニス、料理。

## 出演作品

### 映画
- 歌謡曲だよ、人生は 第8話「乙女のワルツ」（2007年） - ミッキー 役
- ナチュラル･ウーマン2010（2010年、ゴー・シネマ） - 岩本浩二 役
- は☆さ☆み hasami（2012年） - 生徒 役
- 不安の種（2013年） - 斑目 役

### テレビ
- 新・半七捕物帳 第9話「朝顔屋敷」（1997年、NHK）
- 貧乏男子 ボンビーメン 第1話（2008年、日本テレビ） - 大学生 役
- 坂の上の雲（2009年、NHK）
- 龍馬伝（2010年、NHK）
- タンブリング 第1話（2010年、TBS） - 青山康弘 役
- 美咲ナンバーワン!!（2011年、日本テレビ） - 長居憲彦 役
- SPEC〜翔〜（2012年、TBS） - オタクの大学生 役
- あまちゃん 第86話（2013年、NHK） - 客 役
- 山田くんと7人の魔女 第1話（2013年、フジテレビ） - オタクの生徒 役
- 三匹のおっさん〜正義の味方、見参!!〜 第1・2話（2014年、テレビ東京） - 藤本 役
- S -最後の警官- 第2話（2014年、TBS） - さんちゃん（テロリスト） 役
- 闇金ウシジマくん Season2 第6話（2014年、毎日放送）
- ブラック・プレジデント 第4話（2014年、フジテレビ） - 実行委員 役
- アオイホノオ 第1・9話（2014年、テレビ東京） - 田中マサアキ（イダーゲ星人） 役
- 素敵な選TAXI 第4話（2014年、フジテレビ） - AD 役
- ラギッド!（2015年、NHK BSプレミアム） - 劇団員 役
- スケープゴート 第1話（2015年、WOWOW） - FD 役
- 三匹のおっさん2〜正義の味方、ふたたび!!〜（2015年、テレビ東京） - 藤本 役
- ドS刑事 第9話（2015年、日本テレビ） - カメラ小僧 役
- 警視庁 ナシゴレン課 第8話（2016年、テレビ朝日） - 2時間サスペンスドラマ内の犯人 役

### 舞台
- カラフル（2000年、ヘヴンリー・バンブープロデュース・青山円形劇場） - 早乙女 役
- ビバ･メヒコ! -僕のメキシコ体験談-（2001年、暴風神父フライトルメンタチャリティ・青山円形劇場） - ロランド 役

### CM
- エースコック スーパーカップ（2002年）
- リスト（2007年）
- ユニリーバ・ジャパン Axeフレグランススプレー（2007年）
- サントリー ビンゴ☆ボンゴ（2007年）
- ミツカン 味ぽん（2007年）
- タカラトミー モノポリー（2008年）
- マースジャパン スニッカーズ（2009年）
- P&G ファブリーズ（2011年）

### PV
- ケツメイシ 仲間（2010年、トイズファクトリー） - 茂 役

### Web
- 革命ステーション5+25（2009年、LISMO）
- 世界で一番熱い夏（2013年、UULA） - 一平 役